# Lichtschutzfaktor
Der Lichtschutzfaktor (LSF; englisch sun protection factor, SPF) dient zur Beurteilung von Lichtschutzpräparaten (Sonnencremes) am Menschen (in vivo). Er gibt an, wie viel Mal länger man sich mit einem Sonnenschutzmittel der Sonne aussetzen kann, ohne einen Sonnenbrand zu bekommen, als dies mit der jeweils individuellen Eigenschutzzeit möglich ist. Der LSF wird nach der COLIPA International Sun Protection Factor Test Method bestimmt, wobei nach standardisiertem Auftragen von Lichtschutzpräparaten die Erhöhung der Hautrötungsschwelle (minimale Erythemdosis, MED) bestimmt wird.

## Eigenschaften
Definitionsgemäß gibt der Lichtschutzfaktor lediglich die Schutzwirkung eines Produktes gegen die erythemwirksame Strahlung an. Dies ist überwiegend der UV-B-Anteil des Sonnenlichtes. Zum Schutz vor anderen lichtbedingten Hautschäden müssen Sonnenschutzmittel ebenfalls vor UV-A-Strahlung schützen. Daher werden bei Sonnenschutzmitteln in Europa seit 2006 Kriterien zur Mindestwirksamkeit gegenüber UV-B- und UV-A-Strahlung angewendet:

UVA Logo der EU

- Lichtschutzfaktor (LSF): Der Lichtschutzfaktor eines Sonnenschutzmittels soll mindestens 6 betragen
- UV-A-Schutzfaktor (UV-A-PF): Der UV-A-Schutzfaktor muss mindestens ein Drittel des Lichtschutzfaktors betragen[2]

Ein Sonnenschutzmittel mit einem LSF von 30 soll demzufolge einen UV-A-Schutzfaktor (UV-A-PF) von mindestens 10 aufweisen. Zur Prüfung des UV-A-Schutzfaktors wurde von COLIPA eine Empfehlung zur In-vitro-Prüfung herausgegeben. Die Einhaltung des geforderten UVA-Schutzes wird auf den Packungen durch ein Symbol angezeigt. Es besteht aus einem Kreis, der die Buchstabenkombination „UVA“ enthält.
Nach der heute gültigen Definition sind die früher sehr populären Sonnenschutzprodukte mit Schutzfaktor 2 oder 4 keine Sonnenschutzmittel mehr, da sie die überwiegende Zweckbestimmung (= Sonnenschutz) nicht erfüllen. Zum besseren Verständnis wird auf den Verpackungen neben dem Lichtschutzfaktor noch eine der vier zugeordneten Schutzklassen angegeben (Niedrig, Mittel, Hoch, Sehr hoch).
Der Lichtschutzfaktor wird anhand von gemessenen Werten bei UV-Strahlung zwischen 290 und 400 nm berechnet:
{\displaystyle \mathrm {LSF} ={\frac {\int A(\lambda )E(\lambda )d\lambda }{\int A(\lambda )E(\lambda )T(\lambda )d\lambda }},}
mit dem Sonnenspektrum {\displaystyle E(\lambda )}, dem Erythem-Wirkungsspektrum {\displaystyle A(\lambda )} und der Transmission {\displaystyle T(\lambda )}, die allesamt von der Wellenlänge {\displaystyle \lambda } abhängig sind.
Produktkategorie/Schutzklasse → Lichtschutzfaktor/erlaubte Angaben
- niedrig → 6, 10
- mittel → 15, 20, 25
- hoch → 30, 50
- sehr hoch → 50+

Die Angabe der Lichtschutzfaktoren auf den Packungen ist auf die vorgegebenen Werte begrenzt.

## UV-Schutzfaktor für Textilien
In Anlehnung an den LSF wird für Textilien der UV-Schutzfaktor (USF) oder Ultraviolet Protection Factor (UPF) angegeben, der gemäß dem Australian/New Zealand Standard 4399:1996 for sun protecting clothing evaluation and classification (AS/NZS4399: 1996)
berechnet wird. Ein mehrfach gewaschenes weißes T-Shirt aus Baumwolle hat aufgrund der UV-umwandelnden „Weißmacher“ (Fluoreszenzfarbstoffe) etwa einen UPF von zehn, das heißt, es lässt noch ein Zehntel der UV-Strahlung durch. Im nassen oder gedehnten Zustand oder bei eng anliegender Kleidung reduziert sich dieser Schutz aber. Kleidung mit einem UPF >15 erfüllt die australische/neuseeländische Norm für Sonnenschutz, während die Europäische Norm (EN 13758-1999) erst ab UPF 40 erfüllt ist.
Zusätzlich werden Konzepte erarbeitet, mit denen die Schutzwirkung von Stoffen für sichtbare Wellenlängen angegeben werden können. Bestimmte Formen der Sonnenunverträglichkeit (Porphyrien, chronische aktinische Dermatitis, Urticaria solaris) sowie mit Photodynamischer Therapie behandelte Hautkrebspatienten reagieren auf die verschiedenen sichtbaren Wellenlängen im Sonnenlicht. Die Schutzwirkung eines Stoffs gegenüber sichtbarem Licht kann nicht aus dem UV-Schutzfaktor geschlossen werden. Auch ist der UPF aufgrund der Verknüpfung mit dem bodennahen, solaren Spektrums kein hinreichendes Maß zur Ermittlung der Strahlengefahr bei technischen UV-Quellen, speziell wenn sie auf kurze Distanzen wirken.

## Geschichte
Walther Schultze (1893–1971), der Leiter der Hautklinik Gießen und seit 1931 NSDAP-Mitglied, hatte versucht, sich zu Beginn der 1930er-Jahre durch eine Umfrage in den Mitteilungen des Deutsch-Österreichischen Alpenvereins, einen Überblick über die im Handel erhältlichen Lichtschutzmittel zu verschaffen. Das Ergebnis scheint ihn nicht zufrieden gestellt zu haben, denn er beauftragte seinen Mitarbeiter Richard Hahn, die damals auf dem Markt befindlichen Substanzen zur „Verhütung des Sonnenbrandes“ auf ihre Wirksamkeit zu untersuchen. Hahn war der Meinung, dass zu viele Produkte auf dem Markt waren, die behaupteten, den Sonnenbrand zu verhindern, aber den Beweis dafür schuldig blieben. Deshalb setzte er sich zum Ziel, Klarheit über die gängigsten „Lichtschutzsalben“ zu gewinnen. Er testete 29 Marken an drei Versuchspersonen unterschiedlichen Typs, nämlich dunkelblond, blond und hellblond, die noch nicht an die Sonne gewöhnt waren. Der Rücken wurde mit einer Quecksilber-Quarzlampe bestrahlt. Der Abstand zur Haut betrug 10 cm. Die einzelnen Hautfelder wurden eine halbe, eine, anderthalb, zwei und zweieinhalb Minuten bestrahlt. Zum Vergleich wurde ein unbehandeltes Hautareal nur die Hälfte der Zeit bestrahlt, um eine zu starke Schädigungen der Haut zu verhindern. Das Ergebnis der Rötung wurde nach 6–7 Stunden mit dem Erythemmeter nach Schall ermittelt, das den Vergleich gestattet, den Rötungsgrad von 13 Farbplättchen mit dem der Haut zu vergleichen. Der Mittelwert aller Messungen ergab den Erythemindex, der für das unbehandelte Hautareal 50,3 ergab. Der Erythemindex ist nach Hahn das Maß für die Durchlässigkeit der erythemwirksamen Strahlung und erlaubt es die getesteten Salben nach dem Grad ihrer biologischen Wirksamkeit zu ordnen. Das wirksamste Präparat war nach seinen Messungen Ultrazeozon mit einem Index von 0,3.
Zur gleichen Zeit wie Hahn entwickelte Friedrich Ellinger ein Verfahren zur Bestimmung von Lichtschutzmittel. Seine Motivation, die Arbeit durchzuführen, war vergleichbar mit der Hahns. Er wollte, wie er schrieb, dem Arzt die Möglichkeit geben, das richtige Produkt für seinen Patienten zu finden, und „das Publikum vor der Anpreisung wertloser Zubereitungen schützen.“ Ellinger führte einen neuen Begriff für die Wirksamkeit von Lichtschutzmitteln ein und nannte sie „Wertbestimmung“. Er erkannte, dass die Schichtdicke in der die Substanz aufgetragen wird, ein entscheidender Faktor ist. Im Gegensatz zu Hahn, der auf dem Rücken der Versuchspersonen testete, wurden seine Prüffelder auf der Innenseite des Unterarms markiert. Er maß mit einer Hanauer Quecksilberdampflampe aus 25 cm Abstand, Hahn mit einer Kromayer-Lampe aus 10 cm Entfernung. Mithilfe einer arithmetischen Belichtungsreihe ermittelte Ellinger die Erythemschwelle und bestrahlte dann den behandelten Unterarm in gleicher Weise. Nach 24 Stunden las er die Anzahl der deutlich sichtbaren Felder an beiden Armen ab und ermittelte die Zeit bis zum Auftreten eines Erythems. Der Vergleich zwischen behandelter und unbehandelter Haut ergab das Abschwächungsverhältnis. Als Beispiel führte er Messungen für ein neues Lichtschutzmittel an, für das er eine Reduktion zwischen 1:3,0 und 1:7,0 fand. Heute spricht man von Lichtschutzfaktor, und er war der erste, der eine Definition einführte, die später anderen zugeschrieben wurde.
In weiteren Versuchen demonstrierte er, dass unterschiedliche Grundlagen, einmal eine alkoholische Lösung, im zweiten Fall eine wässrige Glycerinpaste, bei gleicher Konzentration der lichtabsorbierenden Substanz unterschiedliche Abschwächungen ergaben. Bei der alkoholischen Lösung fand er eine durchschnittliche Abschwächung von 1:9,0, während bei der anderen Lösung nur 1:3,3 gemessen wurde. Seine Schlussfolgerung lautete, „dass ein Lichtschutzmittel, dessen mittlere Abschwächung um 1:3 liegt, den Anforderungen für den allgemeinen Gebrauch genügt. Für spezielle Erfordernisse, wie z. B. bei der Hochgebirgstouristik werden höhere Abschwächungen zu fordern sein.“ Seine Experimente zeigten den Einfluss der Rezeptur auf die Schutzwirkung und dass bei gleicher Konzentration der Lichtfiltersubstanzen durch Variation der Grundlage eine Veränderung erreicht werden kann.
Ein weiterer Wissenschaftler, der sich zu dieser Zeit mit dem Thema beschäftigte, war Erwin Raabe, dessen Dissertation an der Universität Hamburg von 1933 den Titel ‚Untersuchungen über den Lichtschutz durch Salben‘ trug. Sein Bestreben war es, aus der unübersehbaren Zahl von Lichtschutzsalben eine Auswahl zu treffen und diese auf ihre Wirksamkeit hin zu untersuchen. Wie Ellinger und Hahn benutzte er das Erythem als biologischen Marker zur Bestimmung der Schutzwirkung. Seine Strahlenquelle war eine Bach’sche Quecksilberdampflampe, und er testete die Produkte auf dem linken Oberschenkel. Auf handtellergroßen Hautflächen rieb er zwei Gramm so lange ein, bis nur noch eine ganz hauchdünne, glänzende Schicht sichtbar war. Den Grad der Rötung teilte er in sieben Kategorien ein, von keiner bis 4 +. Er kam zu dem Schluss, dass die geprüften Stoffe nach ihrer Wirkung in zwei Klassen eingeteilt werden sollten. In eine, die einen absoluten Schutz vor Strahlung bot: Gletschermattan, Ultrazeozon und gelbe Vaseline, und in eine zweite Gruppe, die die Wirksamkeit der Strahlung deutlich abschwächte: Äsculo, Engadina, Eukutol 6, Lanolin, Niveacreme und weiße Vaseline.
Einen anderen Ansatz verfolgte Siegfried Malowan, der ebenfalls bei Friedrich arbeitete. Er entwickelte ein Verfahren, um die Wirksamkeit von Lichtschutzsalben zu testen und behauptete, dass nur Stoffe, die im ultravioletten Licht stark fluoreszieren, als Lichtschutz dienen könnten. Für seine Arbeiten nutzte er die Innovation des Berliners Alexander Callo, der seine Erfindung zuerst dem Berliner Polizeipräsidium vorgestellt hatte. Mit dieser Erfindung war es möglich Fälschungen von Banknoten, Schecks, Schriften oder Briefmarken leicht zu erkennen. Friedrich schrieb am 8. September 1931 ein Gutachten über das Gerät und stellte fest, dass ihm kein anderer gleicher oder ähnlicher Apparat bekannt sei. Seiner Meinung nach stellte das Instrument einen Fortschritt in der technischen Ultraviolettanalyse dar. Malowan muss über Friedrich in den Besitz des Gerätes gekommen sein. Die Reihenfolge der untersuchten Substanzen war: Lanolin, Vaseline, Nivea, Ansolansalbe, Zeozonsalbe, Ultrazeozonsalbe. Ein absoluter Lichtschutz sei mit keinem dieser Präparate zu erreichen.
Als Harold Blum (1899–1980) Professor der Berkley Universität in Kalifornien, für die US-Armee nach einem Produkt suchte, das abgestürzte Piloten vor den sengenden Sonnenstrahlen im Pazifik schützen sollte, suchte er nach einer Methode, um die Wirkung der verschiedenen Produkte quantitativ vergleichen zu können. Seine Suche blieb erfolglos, sodass er gezwungen war, eine Methode zu entwickeln. Dazu benötigte er einen einfach zu bestimmenden Endpunkt für den Test. Dieser Marker war für ihn eine gerade noch sichtbare Rötung der Haut, die durch UV-Strahlung hervorgerufen wird. Als Maß für die Wirkung eines Produkts definierte er den Quotienten(P) aus Energie, die benötigt wird, um ein vergleichbares Erythem bei geschützter (Qp) und ungeschützter Haut (Q) zu erzeugen. Der nicht näher definierte Buchstabe „P“ steht wahrscheinlich für „Protection“. Blum hat auch eine Methode zur Bestimmung des P-Wertes beschrieben. Er trug 90 mg Substanz auf eine Fläche von 36 cm² auf, was 2,5 mg pro cm² ergibt. Bei einer Dichte von 1 g/cm³ führt dies zu einer Schichtdicke von 25 μ. Das Konzept des Lichtschutzfaktors war geboren, die Grundidee zu seiner Bestimmung beschrieben.
Erst 1956 führte Rudolf Schulze in einer Publikation in der Zeitschrift Parfümerie und Kosmetik den Begriff „Lichtschutzfaktor“ mit der Abkürzung Q für Quotient anstelle des von Blum benutzten Akronyms P in den deutschen Sprachgebrauch ein. Zum besseren Verständnis gab er folgendes Zahlenbeispiel: „[… ] entsteht bei einem Sonnenbad im Sommer der erste schwache Sonnenbrand nach einer Stunde auf dem mit Lichtschutzmittel bestrichenen Hautstellen jedoch nach drei Stunden, dann spricht man von einem Lichtschutzfaktor 3. Der österreichische Chemiker Franz Greiter definierte daraus 1962 den Lichtschutzfaktor. Franz Greiter räumte im Jahr 1974 ein, dass die von Schulze beschriebene Methode in Europa von den meisten Wissenschaftlerinnen und Wissenschaftlern praktiziert wurde. Allerdings kritisierte er, dass das Verfahren, wenngleich in der Zwischenzeit modifiziert und verfeinert, nach wie vor nicht praxisgerecht sei. Der Begriff „Lichtschutzfaktor“ wurde von ihm in „Sonnenschutzfaktor“ umgewandelt, wobei er zur Begründung anführte, dass man kein Lichtbad, sondern ein Sonnenbad nimmt und der Begriff „Licht“ gemäß Definition für den sichtbaren Bereich vorbehalten ist.“ Diese taktische Maßnahme führte dazu, dass er von zahlreichen renommierten Kollegen als der Entdecker des Sonnenschutzfaktors betrachtet wurde. Obgleich er lediglich die Methode modifizierte und den Begriff von „Lichtschutzfaktor“ in „Sonnenschutzfaktor“ änderte, postulierte er, ein neues System erfunden zu haben.
Da die invasive Bestimmung von Lichtschutzfaktoren an menschlichen Probanden schon lange in der Kritik steht, wird schon seit über 10 Jahren (Stand 2024) an möglichen alternativen Verfahren geforscht. Ein Ergebnis dieser Forschungsarbeiten ist der Normentwurf DIN EN ISO 23698, der im Januar 2024 veröffentlicht wurde. Darin wird ein Verfahren beschrieben, das mit einer Kombination aus in vitro Messungen und der nicht invasiven Messung des Lichtschutzfaktors auf der Haut mittels Diffusreflexionsspektroskopie arbeitet. Das Verfahren kombiniert die Vorteile der in vitro Messung – wie die rauscharme spektrale Lichtabsorptionsmessung – mit den Vorteilen eines in vivo Verfahrens, das alle Wechselwirkungen von Sonnenschutzprodukt und menschlicher Haut abbilden kann.
Die Methode wird auch als Hybride Diffusreflexionsspektroskopie (Abgekürzt „HDRS“) bezeichnet.